# Cimandala
Cimandala is een bestuurslaag in het regentschap Bogor van de provincie West-Java, Indonesië. Cimandala telt 24.006 inwoners (volkstelling 2010).